# Thonotosassa
Thonotosassa är en ort (CDP) i Hillsborough County, i delstaten Florida, USA. Enligt United States Census Bureau har orten en folkmängd på 13 014 invånare (2010) och en landarea på 68,6 km².